# Pirata uliginosus
Pirata uliginosus là một loài nhện trong họ Lycosidae.
Loài này thuộc chi Pirata. De moeraspiraat được Tord Tamerlan Teodor Thorell miêu tả năm 1856.